# Kjetil Tonning
Kjetil Tonning (Oslo, 1960?) è un imprenditore e dirigente d'azienda norvegese, presidente della Federazione Europea dei Costruttori dal 2017 al 2019.

## Biografia[1]
Kjetil Tonning ha ricperto diversi incarichi di primo piano in società di costruzioni nazionali e internazionali e società di consulenza ingegneristica, nonché nell'esercito norvegese. Attualmente è Area Manager, Heavy Construction, presso Veidekke Entreprenør AS, la più grande impresa edile norvegese (7.400 operatori, 224 apprendisti, 100 tirocinanti). Ricopre inoltre numerose presidenze onorarie ed è nei consigli di amministrazione di società regionali, nazionali ed europee e di associazioni professionali di appaltatori e consulenti tecnici.
È stato presidente di FIEC dtra il 2017 e il 2019.